# Wydaje mi się...
Wydaje mi się... – drugi solowy album Krzysztofa Misiaka, wydany w roku 2006.
Płyta w 90 procentach składa się z samodzielnych kompozycji Misiaka, który nagrał partie gitar elektrycznych, gitary basowej, instrumentów klawiszowych oraz zaprogramował perkusję.
Krzysztof Misiak postanowił zaprosić do współpracy muzyków z partnerskich miast Płocka: Christophera Della (wibrafon solowy) z Darmstadt w Niemczech oraz Dave'a Latchawa (instrumenty klawiszowe) z Fort Wayne w Stanach Zjednoczonych.
Krzyszt of Misiak to jedyny utwór z tekstem, melorecytowanym przez Wojciecha Pilichowskiego. Do utworu tego nagrano klip, który promował płytę.

## Lista utworów
Opracowano na podstawie materiału źródłowego:
| Nr  | Tytuł utworu               | Długość |
| --- | -------------------------- | ------- |
| 1.  | „18 20 81”                 | 5:19    |
| 2.  | „Wydaje Mi Się...”         | 3:49    |
| 3.  | „Another Conception”       | 3:59    |
| 4.  | „Barytonowa”               | 4:29    |
| 5.  | „Amerykańska Wioska”       | 3:42    |
| 6.  | „Krzyszt of Płock”         | 4:27    |
| 7.  | „Szósty zmysł”             | 6:13    |
| 8.  | „Kolekcjoner monet”        | 3:46    |
| 9.  | „Terapeutyczna”            | 5:32    |
| 10. | „Hurtownia tkanin”         | 4:32    |
| 11. | „Aj Tałer Ju”              | 5:10    |
| 12. | „Best Before 8 May ’97”    | 5:09    |
| 13. | „Let Them Cry”             | 4:33    |
| 14. | „Milcząc na wspólny temat” | 1:11    |
|     |                            | 1:01:51 |

## Twórcy
Opracowano na podstawie materiału źródłowego:
- Krzysztof Misiak – gitary, instrumenty klawiszowe, gitara basowa, perkusja, programowanie midi, EBow, efekty
- Paweł Mielnik – programowanie syntezatorów, perkusja, edycja perkusji, obróbka audio
- Dave Latchaw – syntezator
- Christopher Dell – wibrafon
- Krzysztof Ścierański - gitara basowa
- Wojciech Pilichowski – gitara basowa, melorecytacja
- Mariusz Mielczarek – saksofon sopranowy
- Grzegorz Grzyb – programowanie perkusji
- Piotr Kelm – skrzypce
- Krzysztof Kralka – saksofon sopranowy